# یلگاوا
{{Infobox settlement|name=Jelgava|native_name=|settlement_type=City|other_name=|nickname=|motto=|image_skyline=Jelgava aerial view.jpg|imagesize=|image_caption=Jelgava aerial view|image_flag=Bandera Jelgava.png|flag_size=150px|flag_link=|image_shield=Escut Jelgava.png|shield_link=|pushpin_map=Latvia|pushpin_label_position=|pushpin_map_caption=Location in Latvia
| مختصات = ۵۶°۳۸′۵۴″ شمالی ۲۳°۴۲′۵۰″ شرقی / ۵۶٫۶۴۸۳۳°شمالی ۲۳٫۷۱۳۸۹°شرقی
یلگاوا (به آلمانی: Mitau) یک سکونتگاه مسکونی در لتونی با جمعیت ۶۲٬۸۰۰ نفر است که در لتونی واقع شده‌است.